# روك ريفي
روك ريفي (بالإنجليزية: Country rock)‏ هو نوع من الموسيقى التي تمزج موسيقى الروك وموسيقى الريف "الكانتري"، تم تطويره من قبل موسيقيي الروك باستخدام الأجهزة الإضافية منها الجيتار ذو الدواسات إلى جانب استعمال الأساليب الصوتية المتعددة.
بدأ هذا النمط من الموسيقى مع فنانين متعددين مثل بوفالو سبرينجفيلد، مايكل نسميث، بوب ديلان، فرقة نيتي جريتي ديرت باند، بيردس، فلاينج بريتو براذرز وغيرهم.

## التوسع
كانت موسيقى الروك الريفية أسلوبا شائعا بشكل خاص في المشهد الموسيقي في كاليفورنيا في أواخر الستينيات، وتبنته الفرق الموسيقية بما في ذلك هارتس أند فلاورز، بوكو (التي شكلها ريتشي فوراي وجيم ميسينا)، نيو رايدرز أوف ذا بيربل سيرج وغيرهم الكثير.

## تاريخ
جاء أعظم نجاح تجاري لموسيقى الروك الريفية في السبعينيات إذ أن تأثيرات الإستماع إلى هذا النوع من الموسيقى بدأ في الستينيات من خلال تسجيلات البيتلز التي أطلقت عام 1964 بعنوان "سأبكي بدلا من ذلك"، في ذلك الوقت كان ريكي نيلسون رائدا في هذا المجال مع فرقته Stone Canyon Band وسجل ألبومه Bright Lights & Country Music في عام 1966 وألبوم Country Fever في عام 1967، ومن هناك بدأت العديد من الفرق الموسيقية والفنانين الفرديين باستعمال هذا الاسلوب في تسجيل موسيقاهم.